# Domfront, Orne
Domfront är en kommun i departementet Orne i regionen Normandie i nordvästra Frankrike. Kommunen ligger i kantonen Domfront som tillhör arrondissementet Alençon. År 2018 hade Domfront 3 473 invånare.

## Befolkningsutveckling
Antalet invånare i kommunen Domfront
| Referens: INSEE |